# 高知南インターチェンジ

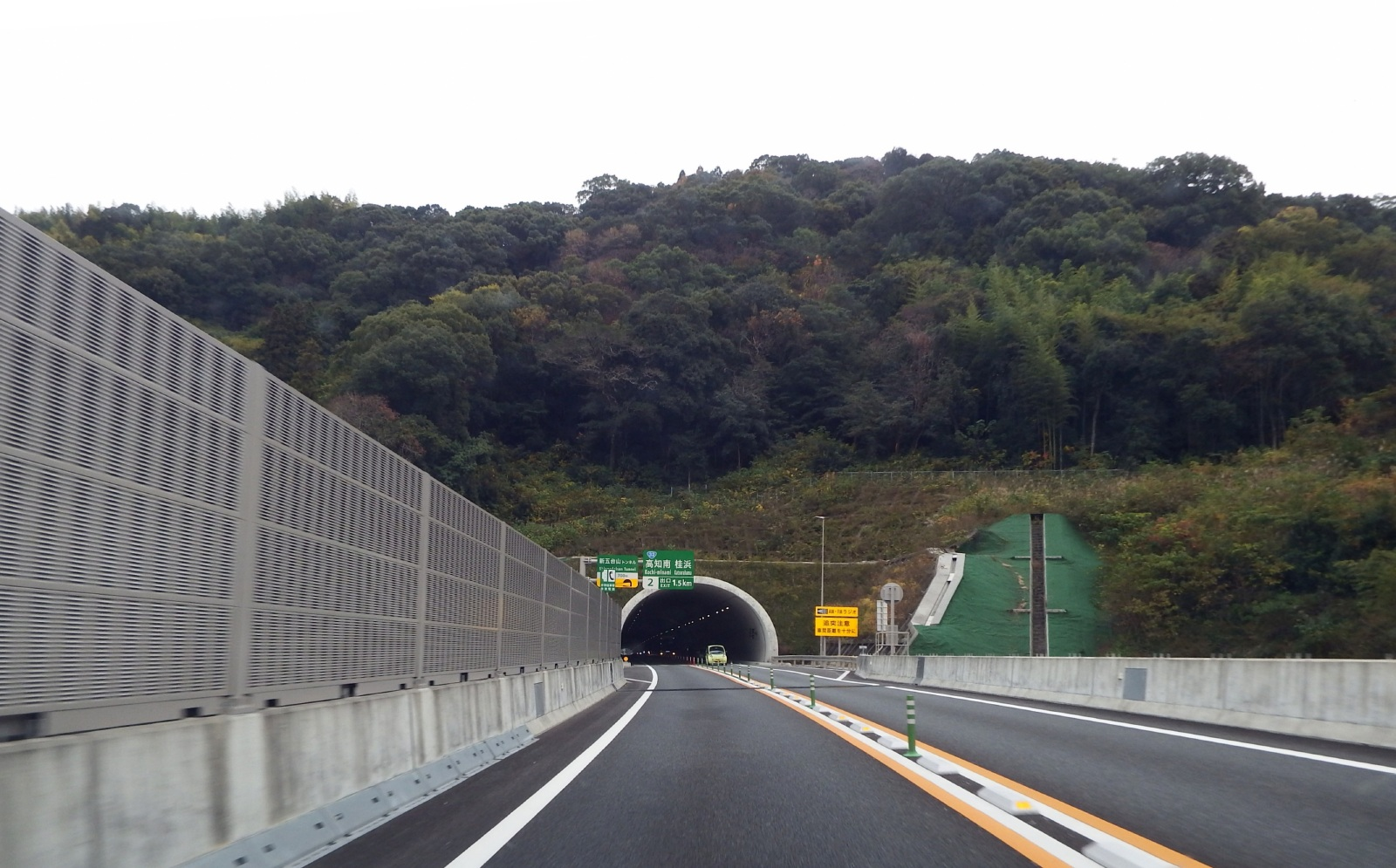
五台山トンネル北口

高知南インターチェンジ（こうちみなみインターチェンジ）は、高知県高知市五台山にある高知東部自動車道（高知南国道路）のインターチェンジである。
初期の計画段階では、「五台山インターチェンジ」（ごだいさんインターチェンジ）として計画されていた。
なお、高知JCT - 当IC間は、ネットワーク整備を重点的に置いているため、当IC - 高知龍馬空港IC間が開通してから本格的な工事に入る。なお、当該区間の用地買収は完了している。ただし、一般道路として五台山道路が開通している。

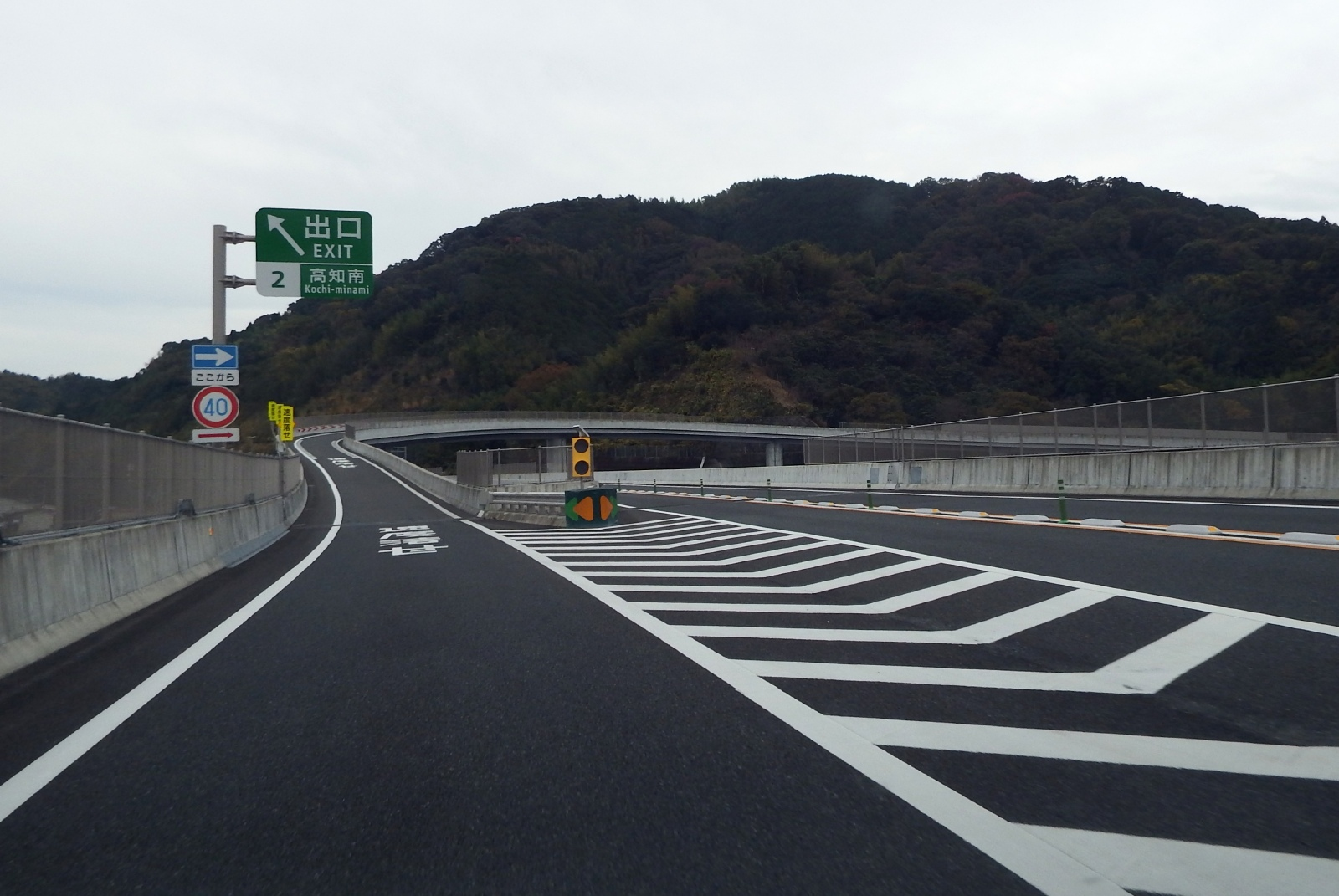
高知中央IC方面より

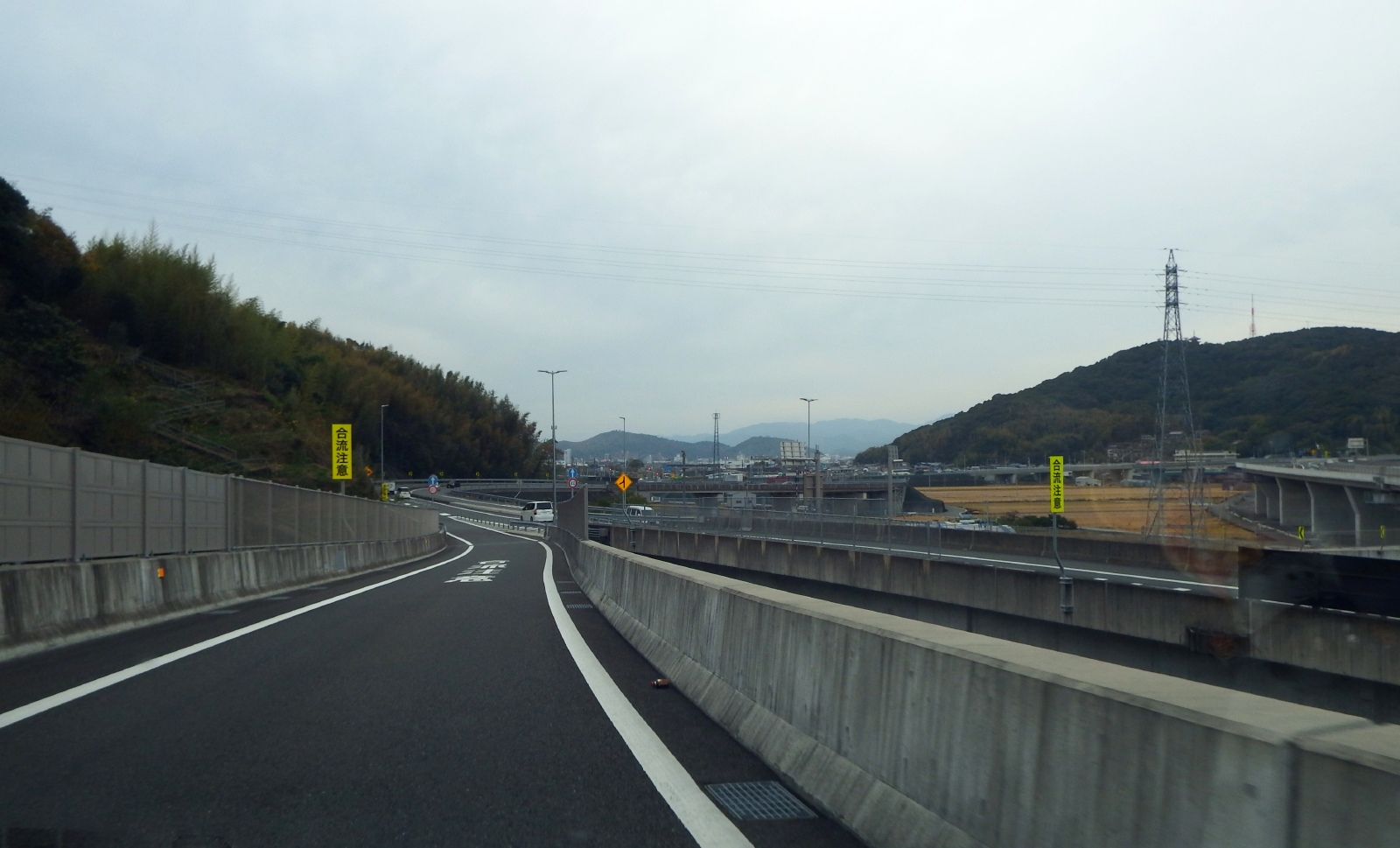
西へ下りる

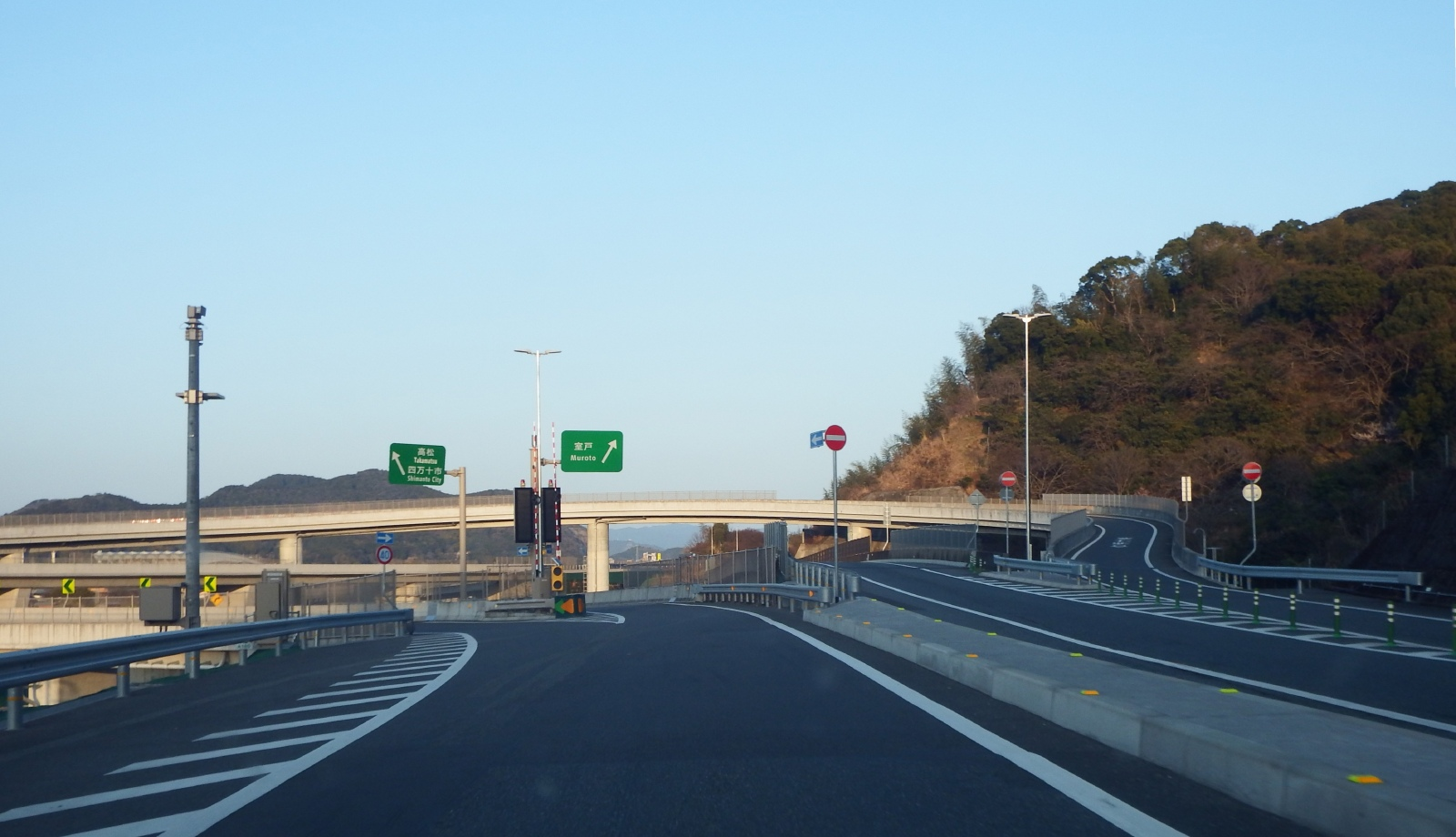
西から進入

2015年3月22日 開通に伴い供用開始。

## 接続する道路
- 高知県道376号高知南インター線（五台山道路）

## 沿革
- 2014年（平成26年）8月29日 : 当ICの名称を「高知南IC」に正式決定[1][2]。
- 2015年（平成27年）3月22日 : 高知南IC - なんこく南IC間 開通に伴い供用開始[3]。
- 2021年（令和3年）2月27日 : 高知IC - 高知南IC間開通[4]。

## 周辺
- 高知医療センター
- 高知市立五台山小学校
- 浜口雄幸生家記念館
- 高知県立牧野植物園
- 四国霊場第三十一番札所 竹林寺
- 高知東部球場
- 高知県立大学 池キャンパス
- 高知新港

## 隣
E55 高知南国道路
(1)高知中央IC - (2)高知南IC - (3)なんこく南IC